# Quốc văn giáo khoa thư
Quốc văn giáo khoa thư (chữ Hán: 國文教科書, tiếng Pháp: Manuels de lecture en quoc-van) là bộ ba tùng thư dạy quốc ngữ cho cấp sơ học yếu lược (Primaire Élémentaire) do Nha học chính Đông Pháp ấn hành năm 1926.

## Lịch sử
Sau Đệ Nhất thế chiến, chính phủ Đông Pháp tiến hành cuộc khai thác thuộc địa thứ nhì trong bối cảnh khoa cử đã kết thúc từ lâu, mà các thế hệ hậu sinh tiếp thu Hán học ngày càng kém, điều này gây tổn hại cho sự khai trí chấn khí và cả trị an chung. Vì thế, năm 1924, cơ quan trực thuộc Bộ Quốc-dân Giáo-dục là Nha Học-chính Đông-Pháp (Direction générale de l'instruction publique de l'Indochine) quyết định ủy thác 4 học giả có bằng thông ngôn Pháp là các vị Lệ Thần Trần Trọng Kim, Ôn Như Nguyễn Văn Ngọc, Đặng Đình Phúc, Đỗ Thận biên soạn hai bộ Quốc văn giáo khoa thư và Luân lý giáo khoa thư, gọi chung Việt-nam tiểu-học tùng thư (越南小學叢書). Việc này nhằm chuẩn hóa công tác giảng học, đồng thời cả giáo sư và học sinh dễ tiếp cận tân văn hóa vận động.
Nhìn chung, Quốc văn giáo khoa thư có vị thế kế tục tứ thư ngũ kinh trong việc tải đạo và trị nhân, mà đồng thời, hướng tới đào tạo thế hệ thanh niên bắt nhịp được xu thế chung thay vì chỉ thụ động tiếp nhận cái đã lỗi thời, thông qua giáo huấn cách trí thể mĩ. Ngoài ra, đối tượng áp dụng của ấn phẩm này là học trò thuộc sắc tộc Kinh trên lĩnh thổ Liên bang Đông Dương, không áp dụng cưỡng bách cho sắc tộc khác.

## Nội dung
Quốc văn giáo khoa thư hầu như được soạn bằng quốc văn, hãn hữu lắm mới xen chữ Hán và Pháp ngữ để giảng kinh nghĩa. Phần đầu dạy học trò đánh vần bảng chữ cái bằng cách liên tưởng sự vật, phần sau là bài đọc gồm những áng văn hoặc cố sự tiêu biểu, dưới mỗi bài học là phần giảng nghĩa chữ khó và bài tập. Nguyên bản sách này do được in thô nhằm hạ giá thành xuống thấp nhất để học trò dễ mua, cho nên chứa rất nhiều lỗi chính tả. Mỗi trang được tường bày súc tích và từ ghép vẫn dùng dấu nối để người có trình độ tiếp thu kém nhất cũng tiện học.
- Quyển thượng (lớp đệ ngũ - đồng ấu, Cours Enfantin): 34 bài đầu dạy phân biệt bảng chữ cái và đánh vần, 55 bài sau là tập đọc vỡ lòng.
- Quyển trung (lớp đệ tứ - dự bị, Cours Préparatoire): 120 bài tập đọc.
- Quyển hạ (lớp đệ tam - sơ đẳng, Cours Elémentaire): 84 bài tập đọc.

| Chữ [1] | Đọc   | Chữ [2] | Đọc         | Chữ [3] | Đọc   | Chữ [4] | Đọc    | Chữ [5] | Đọc   | Chữ [6] | Đọc   | Chữ [7] | Đọc    | Chữ [8] | Đọc    | Chữ [9] | Đọc   |
| ------- | ----- | ------- | ----------- | ------- | ----- | ------- | ------ | ------- | ----- | ------- | ----- | ------- | ------ | ------- | ------ | ------- | ----- |
| I       | /i:/  | U       | /u:/        | Ư       | /ư:/  | O       | /o:/   | Ô       | /ô:/  | A       | /a:/  | Ă       | /ach:/ | Â       | /ơ:/   | E       | /e:/  |
| Ê       | /ê:/  | Y       | /i:gơ-rêch/ | B       | /bê:/ | L       | /e:lơ/ | T       | /tê:/ | V       | /vê:/ | H       | /hat:/ | X       | /ich:/ | D       | /đê:/ |
| N       | /en:/ | M       | /em:/       | Đ       | /đơ:/ | R       | /e:rơ/ | S       | /et:/ | C       | /xê:/ | K       | /ca:/  | G       | /dzi:/ | P       | /pê:/ |

## Văn hóa
Sự kiện Quốc văn giáo khoa thư ra đời đáng coi là đặt mốc xác lập nền thi cử mới thay khoa cử đã lỗi thời từ lâu. Quốc văn giáo khoa thư chính thức kết thúc sứ mạng lịch sử vào năm 1948, khi hệ thống giáo dục Pháp thuộc cáo chung. Tuy nhiên, trong nhiều thập niên sau Quốc văn giáo khoa thư liên tục được ấn hành làm tài liệu tham khảo cho học sinh - sinh viên, nội dung và cấu trúc trong ấn phẩm này vẫn được nhiều nhóm tác giả giáo khoa thư khác phỏng theo.
- Sau sự kiện 30 tháng 04 năm 1975, một số nhà in hải ngoại (đặc biệt tại Mĩ và Pháp) tiến hành ấn loát Quốc văn giáo khoa thư làm tài liệu chuyên dụng dạy Việt ngữ cho thế hệ trẻ.
- Cận tết nguyên đán 2014, dư luận đả kích Ngân hàng TMCP Sài Gòn (SHB) in tờ lịch có nội dung "sai lịch sử" hồ Hoàn Kiếm khi nói rằng vua Lê cầm kiếm đuổi rùa. Khi được báo giới phỏng vấn, nghiên cứu gia Trần Quang Đức dẫn các sách Sơn cư tạp thuật, Tang thương ngẫu lục, Đại Nam nhất thống chí, Hà thành kim tích khảo để giải thích rằng: Đây chỉ là truyền thuyết chứ không phải lịch sử. Vả chăng, tình tiết "vua Lê trả kiếm" chỉ xuất hiện sớm nhất ở đầu thế kỉ XX trong Quốc văn giáo khoa thư, phỏng một chi tiết trong truyền thuyết Arthur. Trước thế kỉ XX, mọi thư tịch đều nói rằng, vua Lê cầm kiếm đuổi rùa hoặc ném rùa, vì thế nội dung lịch chí ít khớp với cổ thư[5].

| “                                                                              | Cho tái bản 'Quốc văn giáo khoa thư' và 'Luân lý giáo khoa thư', chúng tôi mong bổ khuyết sự thiếu thốn sách vỡ lòng và giáo khoa dành cho các em thiếu nhi. Mặc khác, qua các tập sách, các vị phụ huynh sẽ có dịp tìm về những kỷ niệm buổi ấu thời để gợi hứng chuyện trò kể lể cho con cháu nghe về những cuộc sống thuở thanh bình trên đất nước ta. Những hình ảnh, kỷ niệm, phong tục nơi quê cha đất tổ này sẽ vẽ vào trí tưởng non nớt hồn nhiên các em một ý niệm quê hương, thay vì để cả gia đình lặng thinh mệt nhoài ngồi trước máy tivi hoạt náo không hồn, chẳng dính dấp gì tới nỗi nhớ niềm mong của kẻ ly hương. Nếu ngôn ngữ, hình ảnh, kỷ niệm... không được thường trực khơi dậy, gia đình sẽ mất gốc, quốc gia tan loãng vào xã hội Âu Mỹ. Dù ta sẽ ở mãi nơi xứ người, tuy nhiên thiếu sự am hiểu về gốc ngọn nước mình, thì khó lòng góp công trong việc hội thoại với thế giới hầu xây dựng cảnh thái hòa của một nền văn minh tổng hợp có trí tuệ và không bạo động. | ” |
| — Trích tựa Quốc văn giáo khoa thư tái bản, Nam California, Mĩ, thập niên 1980 | |   |

## Liên kết
1. ↑  "Pháp văn tư liệu". Bản gốc lưu trữ ngày 3 tháng 11 năm 2020. Truy cập ngày 27 tháng 12 năm 2020.
2. ↑  "Tấm bằng sơ học yếu lược". Bản gốc lưu trữ ngày 29 tháng 6 năm 2016. Truy cập ngày 27 tháng 12 năm 2020.
3. ↑  "Thi cử và nền giáo dục Việt Nam thời Pháp thuộc". Bản gốc lưu trữ ngày 26 tháng 6 năm 2009. Truy cập ngày 27 tháng 12 năm 2020.
4. ↑  Nhóm chuyên viên này được gọi Commission des manuels scolaires.
5. ↑  Tờ lịch "sự tích hồ Hoàn Kiếm" có đáng bị chỉ trích nặng nề ?

### Tư liệu
- Quốc văn giáo khoa thư là gì ?
- Sau 50 năm, đọc lại Quốc văn giáo khoa thư
- Nhìn lại một thời Quốc văn giáo khoa thư
- Gần một thế kỉ Quốc văn giáo khoa thư
- Mơ một Quốc văn giáo khoa thư Lưu trữ ngày 16 tháng 6 năm 2021 tại Wayback Machine